# Attus kraali
Attus kraali är en spindelart som beskrevs av Tord Tamerlan Teodor Thorell 1878. Attus kraali ingår i släktet Attus och familjen hoppspindlar. Inga underarter finns listade.